# Blaesoxipha aguriana
Blaesoxipha aguriana är en tvåvingeart som beskrevs av Andy Z. Lehrer 2002. Blaesoxipha aguriana ingår i släktet Blaesoxipha och familjen köttflugor.
Artens utbredningsområde är Israel. Inga underarter finns listade i Catalogue of Life.